# KSK Saturn Misburg
Der KSK Saturn Misburg ist ein 1975 gegründeter Kegelsport-Verein in Hannover-Misburg. 
Die Damenmannschaft des KSK spielte im Deutschen Bohle Kegler Verband (DBKV) innerhalb des Deutschen Keglerbundes (DKB) zeitweilig in der Kegel-Bundesliga, also auf der Bohlebahn. Im Jahr 2000 wurde das Team in dieser Sportart Deutscher Meister.
Neben der Damen-Mannschaft in der Bundesliga gibt es im Verein drei Herrenmannschaften, die in der Verbandsliga Süd sowie in der Bezirksliga und der Kreisklasse antreten.